# Carlos Neuhaus Tudela
Carlos Alberto Neuhaus Tudela (Lima, 15 de diciembre de 1950). Es un administrador, empresario y político peruano. Actualmente es el presidente del Partido Popular Cristiano.

## Biografía
Nació en Miraflores el 15 de diciembre de 1950, hijo de Carlos Neuhaus Rizo-Patrón y Carmen María Tudela Garland.
Estudió en la Universidad de Lima.

## Vida política
Se postuló a regidor Metropolitano de Lima en 1986 y 1989, la primera vez con el PPC y la segunda vez con el Fredemo. No resultó elegido en los dos procesos electorales.
Se postuló a Diputado por Lima en 1990, con el Fredemo. No resultó electo.

## Director de los Juegos Panamericanos Lima 2019
Luego de la renuncia de Luis Salazar Steiger, Carlos Neuhaus fue elegido el 29 de septiembre del 2016; como el nuevo encargado de manejar el Comité Organizador.